# 淡路関空ライン
株式会社淡路関空ライン（あわじかんくうライン）は、兵庫県洲本市の海運会社。淡路ジェノバラインのグループ会社である。

## 概要
一般社団法人瀬戸内海島めぐり協会などが取り組んできた洲本港と関西空港を結ぶ航路の復活に当たって、2017年2月に設立された。当初は2017年4月から運航を開始する予定であったが、船員の確保が難航したことから就航は延期された。2017年7月8日に就航記念式典を開催、7月9日から運航を開始した。所要時間は65分で洲本ICから関西国際空港まで約2時間かかる高速バス（関西空港交通・南海バス・徳島バス・本四海峡バスの共同運行で淡路島内は洲本ICの他に東浦IC・津名一宮IC・志知に停車）の約半分の所要時間である。同航路は淡路開発事業団が運航していた洲本パールラインが2007年3月31日に航路休止となって以来、10年ぶりの運航再開となる。
しかしながら利用は当初の予想を大きく下回り、就航から僅か1年の2018年7月14日以降休航することとなった。
この航路に関しては淡路広域行政事務組合から補助金4500万円が投入されており、「補助金の返還要求を」「運航を継続しても黒字化は困難」などの意見が出ている。

## 航路
- 洲本港 - 泉州港（関西空港ポートターミナル）

所要時間65分（関西空港ポートターミナル - 第1ターミナルビル・第2ターミナルビル間の連絡バス所要時間は含まれない）、1日5往復を運航する。洲本港発の1便は始発航空便への接続のため、4時台に設定されている。淡路ジェノバラインの「まりーんふらわあ2」「ジェノバⅠ」が就航する。

## 船舶
- まりーんふらわあ2（2017年7月9日 - 2018年6月24日）

1992年4月竣工、瀬戸内クラフト建造（第175番船）、淡路ジェノバライン所有、
104総トン、全長31.30m、型幅6.50m、型深さ2.60m、ディーゼル2基、機関出力2,200PS、旅客定員235名、航海速力24ノット（44.448km/h）
- ジェノバⅠ（2018年6月25日 - 2018年7月13日）